# اندیس کوه میدر
کوه میدر یک اندیس فلزی است که در حوالی شهر آورتین استان هرمزگان قرار دارد و مادهٔ معدنی موجود در آن، مس است.  